# Maria Bujakowa
Maria Bujakowa, właśc. Maria Janina Zofia Łomnicka-Bujakowa (ur. 12 maja 1901 w Kołomyi, zm. 22 stycznia 1985 w Kościelisku) – polska artystka specjalizująca się w tkaninie artystycznej, pedagog i organizatorka tkactwa i szkolnictwa artystycznego na Podhalu.

## Życiorys

### Życie prywatne
Urodziła się 12 maja 1901 w Kołomyi, w rodzinie Jarosława Ludomira Łomnickiego i Zofii z Wasungów. Mieszkała we Lwowie w latach 1904–1934. Od 16 czerwca 1934 była żoną Jakuba Bujaka. Po zamążpójściu przeniosła się do Warszawy. W 1935 urodziła córkę Magdalenę, w 1938 syna Łukasza. Bujakowie prowadzili aktywny tryb życia. Latem 1934 w Alpach weszli m.in. na Romariswandkopf (3508 m).
Podczas II wojny światowej początkowo, razem z dwójką swoich dzieci, przebywała we Lwowie, od 1943 u rodziny męża na podtarnowskiej wsi. O śmierci męża, który zginął w lipcu 1945 podczas górskiej wyprawy w Kornwalii, dowiedziała się po kilku miesiącach.

### Edukacja i kariera
Od 1912 uczyła się w 8-letnim prywatnym gimnazjum żeńskim im. Juliusza Słowackiego. W 1919, po śmierci matki, zajęła się dwójką młodszych braci, Zbigniewem i Adamem. Po maturze zdanej w 1921 od 1923 podjęła naukę na Wydziale Przemysłu Artystycznego Państwowej Szkoły Technicznej we Lwowie, kończąc ją w 1927. Początkowo była wolną słuchaczką, a w 1925 zapisała się na studia. W 1926 uczyła się barwienia tkaniny w laboratorium barwierskim Izby Handlowej i Przemysłowej we Lwowie. W tym samym roku uczęszczała na roczny kurs w Kunstgewerbeschule w Wiedniu. Dyplom ASP w Warszawie uzupełniła w zakresie tkaniny unikatowej w 1961.
Lwowski uniwersytet, na którym studiowała pod okiem Kazimierza Sichulskiego, to miejsce, w którym zainteresowała się tkaniną artystyczną, zwłaszcza kilimami. W 1926 po powrocie z Wiednia Bujakowa pracowała w zakładzie kilimkarskim prowadzonym przez Irenę Petzold-Dawidową. Projektowała tkaniny oraz barwiła wełnę. Jej prace były wysoko ocenianie pod kątem walorów artystycznych, pomysłowości i jakości wykonania. Od 1926 organizowała również warsztaty szkolne oraz uczyła rysunku, koronkarstwa, hafciarstwa i krawiectwa. Najpierw w takim charakterze pracowała w Państwowej Szkole Zawodowej Żeńskiej we Lwowie, a od 1932 również w Publicznej Szkole Dokształcającej Zawodowej. Jednocześnie realizowała zlecenia oraz projektowała tkaniny i grafikę użytkową. Od 1930 współpracowała ze Spółdzielnią Artystów „Ład”.
W 1935 zaczęła pracę w Państwowej Szkole Przemysłowej Żeńskiej w Warszawie. Dodatkowo w latach 1934–1937 była kierowniczką artystyczną Spółdzielni Pracy Absolwentek Szkół Rękodzielniczych „Inicjatywa”. Opiekowała się praktykami i pracami hafciarskimi. W latach 1937–1939 była kierowniczką Państwowego Liceum Krawieckiego w Warszawie. W Warszawie kontynuowała współpracę ze spółdzielnią „Ład”. Jako jej członkini projektowała tkaniny, kilimy, dywany i gobeliny. W 1936 jej prace pokazano na wystawie „Sztuka wnętrza” w Instytucie Propagandy Sztuki w Warszawie. Nadzorowała też przygotowanie trzyczęściowej tkaniny Jan III Sobieski zaprojektowanej przez Mieczysława Szymanowskiego w ramach konkursu na tkaninę na Międzynarodową Wystawę w Paryżu w 1937. Dzieło zdobyło Grand Prix. Pracę zawodową kontynuowała w czasie II wojny światowej we Lwowie.
Po wojnie osiadła w Zakopanem. Została zaproszona do miejscowej otwarcia spółdzielni „Ład”. Przeprowadziła się w sierpniu 1945. Była nauczycielką, a w latach 1946–1969 dyrektorką Zakopiańskiej Szkoły Koronkarskiej, przekształconej w 1962 w Technikum Tkactwa Artystycznego im. Heleny Modrzejewskiej. Jej liczne kontakty pozwolił młodzieży na przygotowanie do zawodu i praktyki. W 1962 założyła eksperymentalne Technikum Tkactwa Artystycznego. Od 1945 projektowała dla Wydziału Przemysłu Artystycznego Gminnej Spółdzielni „Samopomoc Chłopska” w Zakopanem. W latach 1946–1984 była związana z Zakopiańskimi Zakładami Wzorcowymi nadzorowanych przez Cepelię jako kierowniczka artystyczna działu tkactwa i hafciarstwa. W 1950, kiedy zakłady włączono do spółdzielni, Bujakowa objęła nadzór nad zespołem tkaczek. W 1959 została konsultantką i projektantką w spółdzielni. Początkowo w projektowaniu tkanin współpracowała z innymi artystami, np. Michałem Byliną (Olimpiada, 1948) i Tadeuszem Brzozowskim (Biegacze, z 1955; Olifant, 1957). Od lat 60. XX wieku tworzyła indywidualne prace. Dominowały w nich kolor i haft wełną lub lnem. Tworzyła hafty, koronki i unikatowe tkaniny – np. monumentalne haftowane makaty i kilimy, w których wykorzystywała regionalne podhalańskie wzory.
Zmarła 22 stycznia 1985 w Kościelisku. Została pochowana na Cmentarzu Zasłużonych na Pęksowym Brzyzku w Zakopanem (sektor L-II-12).

## Nagrody
Otrzymała wiele nagród artystycznych i państwowych, m.in. Nagrodę Ministra Kultury i Sztuki I st. za całokształt działalności (1968) i wyróżnienie Polskiego Komitetu Olimpijskiego w konkursie „Wawrzyn Olimpijski” za tkaniny o tematyce sportowej (1969).

## Upamiętnienie
Z okazji 100-lecia urodzin Marii Bujakowej w Galerii Sztuki im. Włodzimierza i Jerzego Kulczyckich w Zakopanem na Kozińcu od 18 lipca do 30 września 2001 odbyła się wystawa, na której zostały zaprezentowane unikatowe tkaniny wykonane przez Marię Bujakową, kilimy jej projektu, koronki i inne eksponaty.
W dniach 19 marca–31 lipca 2022 w Muzeum Śląska Opolskiego zaprezentowano wystawę prac Marii Bujakowej pod hasłem Rzeczy piękne. Tkaniny Marii Bujakowej. Pokazano kilimy i tkaniny oraz projekty artystki. Ukazała się książka Maria Bujakowa. Rzeczy Piękne pod redakcją Bogny Szafraniec.
- W 2025 w Muzeum Narodowym w Krakowie prezentowano wystawę czasową pokazującą tkaniny Marii Bujakowej pt. "Utkane w Zakopanem. Serwety z koronkami Marii Bujakowej"[8].